# 吳轍
吳轍（1444年—？），字宗正，廣東廣州府新會縣人，民籍，明朝政治人物。進士出身。

## 生平
早年出身國子生，后中举成化四年（1468年）戊子科廣東鄉試第七十四名。成化十一年（1475年）乙未科會試第一百八十七名，殿試登進士第三甲第五名。

## 家族
曾祖父吳先護。祖父吳允孚。父亲吳斌。